# Edwin Ernesto Ayala
Edwin Ernesto Ayala (meglio conosciuto con il nome di Berne Ayalá; Ilopango, 21 luglio 1966) è un avvocato e giornalista salvadoregno, ha studiato filosofia ed economia politica nella città dell'Avana, ha militato politicamente e militarmente tra le file del Partito Comunista Salvadoregno durante la guerra civile durata 12 anni.

## Le opere
Entre Marilyn Monroe y la revolución, pubblicato nel 2010, è un libro di cronaca che affronta la demistificazione della rivoluzione salvadoregna con uno stile inquietante e crudo. È uno degli scrittori salvadoregni più prolifici del dopoguerra, che ha trattato con realismo la storia più recente di El Salvador. Il suo romanzo Alta hora de la noche, pubblicato nel novembre del 2011, ha segnalato una crescita nella sua scrittura, mostrando uno dei lati più contraddittori della società centroamericana, la religiosità e la morte violenta; è una narrazione sulla pulsione dell'odio e sull'autodistruzione di un luogo i cui messaggeri privilegiati sono la violenza e il fanatismo. Una trama sull'amore, il sospetto e la paura. La storia è incentrata su un famoso medico forense che vive ottenebrato dal paradosso di cercare la chiave dell'assenza nei cadaveri della sua sala di dissezione, dal tempo in cui è stato assassinato il miglior poeta del suo paese. Il titolo di questo romanzo è stato preso dal poema omonimo del poeta Roque Dalton, ormai scomparso. Dal 1996 ha scritto racconti, romanzi, testimonianze, saggi, reportage e cronaca. Ha pubblicato El tope y más allá ( 1996, testimonianza che descrive un episodio della guerra civile di El Salvador), El murmullo de la ceiba enana (2000, racconti che narrano attraverso la narrativa breve memorie della guerra civile), Ángel para un final (2004, racconti urbani del dopoguerra), Las copas del castigo (2005, romanzo nero di contenuto politico del dopoguerra), e La Bitácora de Caín (2006, romanzo che tratta del complotto ordito dalle strutture del potere ecclesiastico e la dittatura militare di El Salvador attraverso i suoi apparati di spionaggio, nell'assassinio di monsignor Óscar Arnulfo Romero). Il suo lavoro su Romero ha suscitato diverse critiche, specialmente tra coloro che spingono perché si dia per chiuso il caso; i principali critici oppositori accusano il testo di presentare accuse non verificabili e basate su mere supposizioni. Alla fine del 2007 è uscito il suo ultimo romanzo, Arizona dreaming. Parla di un gruppo di centroamericani che vogliono arrivare illegalmente negli Stati Uniti, un viaggio in cui i protagonisti devono attraversare frontiere diverse e affrontare tutti i tipi di abusi commessi da criminali quanto dalle stesse autorità dell'immigrazione. La storia si svolge anche in una piccola città dell'Arizona, dove viene affrontato il fenomeno dell'arrivo di emigranti dalla prospettiva di diversi personaggi locali. Tanto in quest'opera come nelle precedenti la tematica è il vizio del potere, come lo definisce lo stesso autore, insieme alla memoria. Las copas del castigo è tra i finalisti del Concurso de Novela Alfaguara, promosso dall'Ambasciata spagnola a El Salvador e dal Grupo Editorial Santillana. Precedentemente il romanzo si chiamava Esta boca es mía. I critici lo ritengono uno scrittore promettente nella letteratura salvadoreña, specialmente perché ci si aspetta ancora molto sulla letteratura del dopoguerra. Le principali critiche gli si muovono sul riferimento sempre allo stesso periodo storico, ovvero la guerra, dal momento che basa tutti i suoi temi su ricordi di quel periodo. Lo si colloca insieme ad altri scrittori con una storia importante a El Salvador, tuttavia si differenzia per la tematica utilizzata.

## Attività professionale
Vive nella città di Santa Ana del dipartimento omonimo. Svolge occasionalmente la professione di avvocato penalista e dedica tutto il suo tempo alla letteratura. Sostiene di aver lasciato da parte la carriera da avvocato dal momento che si occupa troppo di ingiustizia, cosa che lo allontana dalla letteratura.
Ernesto Ayalá è stato intervistato per più di due ore nel 2007 da Patria Exacta, un'organizzazione non governativa con sede nella repubblica di El Salvador. In tale intervista sono stati toccati temi controversi come lo scarso supporto del governo salvadoregno all'arte, le politiche di sinistra del paese e l'autocritica dell'autore.
| Controllo di autorità | VIAF (EN) 183255423 · ISNI (EN) 0000 0001 3892 8136 · LCCN (EN) n2011063787 · GND (DE) 1057229245 |